# Kai Fotheringham
Kai Colin Fotheringham (Larbert, 18 aprile 2003) è un calciatore scozzese, attaccante del Dundee Utd.

## Carriera

### Club
È cresciuto nel settore giovanile del Dundee Utd, con cui ha debuttato il 27 gennaio 2021 nell'incontro di Scottish Premiership perso 5-1 contro il St. Mirren. Nel marzo del 2021 è passato in prestito al Falkirk fino a giugno, mentre la stagione successiva l'ha trascorsa in prestito al Raith Rovers ed al Cove Rangers. Nell'agosto del 2022 è passato, sempre in prestito, allo Stirling Albion ma dopo soli sei mesi è stato richiamato per affrontare la seconda metà di stagione ottenendo successivamente il rinnovo del contratto fino al 2025.
Nella stagione 2023-2024 si è ritagliato un ruolo di primo piano contribuendo al ritorno in massima divisione dei Terrors con 12 gol in 35 partite.

### Nazionale
Ha giocato con le nazionali giovanili scozzesi Under-16 ed Under-21.

## Statistiche

### Presenze e reti nei club
Statistiche aggiornate al 17 maggio 2025.
| Stagione        | Squadra         | Campionato      | Campionato | Campionato | Coppe nazionali | Coppe nazionali | Coppe nazionali | Coppe continentali | Coppe continentali | Coppe continentali | Altre coppe | Altre coppe | Altre coppe | Totale | Totale | Totale |
| Stagione        | Squadra         | Comp            | Pres       | Reti       | Comp            | Pres            | Reti            | Comp               | Pres               | Reti               | Comp        | Pres        | Reti        | Pres   | Reti   |        |
| --------------- | --------------- | --------------- | ---------- | ---------- | --------------- | --------------- | --------------- | ------------------ | ------------------ | ------------------ | ----------- | ----------- | ----------- | ------ | ------ | ------ |
| 2020-2021       | Dundee Utd      | SP              | 1          | 0          | CS+CdL          | 0               | 0               | -                  | -                  | -                  | -           | -           | -           | 1      | 0      |        |
| mar.-mag. 2021  | Falkirk         | SL1             | 11         | 0          | CS+CdL          | 2+0             | 1+0             | -                  | -                  | -                  | CC          | 0           | 0           | 13     | 1      |        |
| ago. 2021       | Dundee Utd      | -               | -          | -          | -               | -               | -               | -                  | -                  | -                  | CC          | 1           | 0           | 1      | 0      |        |
| lug.-ott. 2021  | Raith Rovers    | SC              | 5          | 0          | CS+CdL          | 0+2             | 0               | -                  | -                  | -                  | CC          | 0           | 0           | 7      | 0      |        |
| feb.-mag. 2022  | Cove Rangers    | SL1             | 5          | 0          | CS+CdL          | 0               | 0               | -                  | -                  | -                  | CC          | 0           | 0           | 5      | 0      |        |
| ago. 2022       | Dundee Utd      | -               | -          | -          | -               | -               | -               | -                  | -                  | -                  | CC          | 1           | 0           | 1      | 0      |        |
| 2022-feb. 2023  | Stirling Albion | SL2             | 15         | 5          | CS+CdL          | 2+0             | 0               | -                  | -                  | -                  | CC          | 0           | 0           | 17     | 5      |        |
| feb.-giu. 2023  | Dundee Utd      | SP              | 11         | 0          | CS+CdL          | 0               | 0               | -                  | -                  | -                  | -           | -           | -           | 11     | 0      |        |
| 2023-2024       | Dundee Utd      | SC              | 35         | 12         | CS+CdL          | 1+3             | 2+1             | -                  | -                  | -                  | CC          | 2           | 0           | 41     | 15     |        |
| 2024-2025       | Dundee Utd      | SP              | 16         | 0          | CS+CdL          | 0+4             | 0               | -                  | -                  | -                  | -           | -           | -           | 20     | 0      |        |
| Totale carriera | Totale carriera | Totale carriera | 98         | 17         |                 | 14              | 4               |                    | -                  | -                  |             | 4           | 0           | 116    | 21     |        |

## Palmarès

### Club

#### Competizioni nazionali
- Scottish Championship: 1

Dundee United: 2023-2024